# Wątor

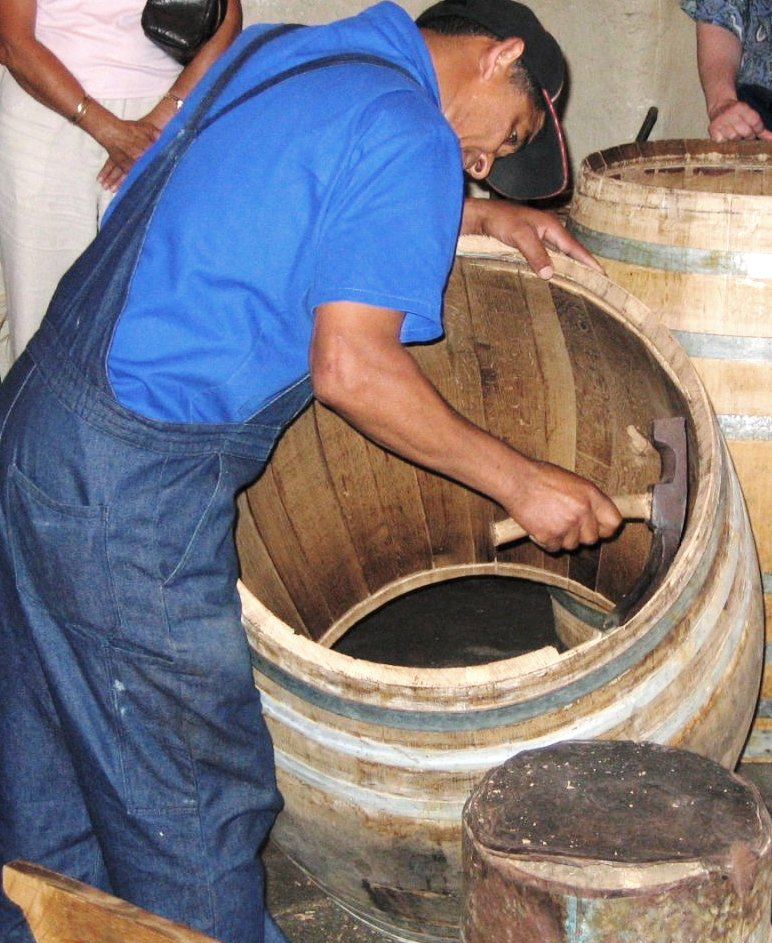
żłobienie wątora

Wątor (dawniej także wantor) – wyżłobienie w klepkach drewnianej beczki, od strony jej wnętrza, umożliwiające osadzenie w niej dna. Wątor żłobiony jest w beczce przy pomocy narzędzia zwanego wątornikiem podczas ostatniej fazy jej wytwarzania, kiedy wzajemne położenie klepek jest już ustalone przy pomocy tymczasowych obręczy.
W przeszłości synonim niezamożności (żartobliwe określenie: "hrabia na Wątorach" albo powiedzonko "comes de Wątory, gdzie jeden kmieć a trzy dwory").
Wątor w przeszłości oznaczał także rodzaj pontonu skonstruowanego przy pomocy napełnianych powietrzem worków skórzanych.
Wątor, "fuga":pochodzenie prasłowiańskie; ze słów "wą" i "tor", dosłownie: "to co wtarte", z języka serbskiego: utor, utoriti- "fugować", z języka czeskiego – "utor", u Łużyczan – rodzaju żeńskiego: "wutora"